# Ch’anyu Togwang
Ch’anyu Togwang (ur. 869, zm. 958) – koreański mistrz sŏn, uczeń i spadkobierca mistrza znanego jako Chingyŏng Simhŭi.
Ch’anyu pochodził z rodziny Kim. W wieku 13 lat opuścił rodzinny dom i został mnichem w klasztorze Samnang na górze Kong w Sangju prowadzonym przez mistrza Yungjego, ucznia Chingyŏnga Simhŭia.
Następnie, po rekomendacji mistrza Yungjego, został uczniem mistrza sŏn Simhŭia w jego klasztorze na górze Hyemok.
Jak wielu koreańskich buddystów, tak i Ch’anyu udał się do Chin. Przebywał w tym kraju od 892 do 921 r. Został uczniem mistrza chan Touzi Datonga (819–914) w jego klasztorze na górze Jizhu w Shuzhou i otrzymał od niego przekaz Dharmy.
Po powrocie przebywał w klasztorze Pognim przyciągając ponad tysiąc uczniów. Uczynił szkołę sŏn pongnim wiodącym miejscem praktyki sŏn w tym czasie.
Był szanowany przez trzech kolejnych królów Koryŏ: Hyejonga, Chŏngjonga i Kwangjonga. Ten ostatni nadał mu tytuł Narodowego Nauczyciela (kor. kuksa).
Zmarł w sierpniu 958 r. Otrzymał tytuły: Wŏnjong i Chungjin Taesa.

## Linia przekazu Dharmy zen
Pierwsza liczba oznacza liczbę pokoleń mistrzów od 1 Patriarchy indyjskiego Mahakaśjapy.
Druga liczba oznacza liczbę pokoleń od 28/1 Bodhidharmy, 28 Patriarchy Indii i 1 Patriarchy Chin.
Trzecia liczba oznacza początek nowej linii przekazu w danym kraju.
- 35/8 Mazu Daoyi (709–788) szkoła hongzhou
  - 36/9 Zhangjing Huaihui (755–818) (także Huaidao)
    - 37/10/1 Hyŏnik (787–868) szkoła pongnim – Korea
      - 38/11/2 Chingyŏng Simhŭi (855–923)
        - 39/12/3 Kyŏngjil
        - 39/12/3 Yungje
        - 39/12/3 Ch’anyu Togwang (869–958)
          - 40/13/4 Hŭnhong
          - 40/13/4 Tonggwang
          - 40/13/4 Haenggŭn
          - 40/13/4 Chŏnin
          - 40/13/4 Kŭmgyŏng
          - 40/13/4 Hunsŏn
          - 40/13/4 Chunhae